# Georgios Donis
Georgios Donis (Fráncfort del Meno, Alemania, 29 de octubre de 1969) es un exfutbolista y entrenador griego de ascendencia en Alemania. Actualmente dirige al Al-Khaleej.

## Carrera como jugador
Donis nació y creció en Frankfurt, Alemania Occidental, hasta que su familia regresó a Grecia cuando tenía 6 años de edad. Sus padres vivieron "muchos años" en la ciudad alemana y todavía tiene vínculos familiares allí.Comenzó su carrera como futbolista en el PAS Giannina en 1990 y, después de un año exitoso, se mudó al Panathinaikos.
El 5 de junio de 1996, se mudó al Blackburn Rovers en una transferencia gratuita, haciendo uso de la entonces reciente sentencia del Caso Bosman para firmar por 1.100 millones de dracmas.En enero de 1998 regresó a su tierra natal para vestir la camiseta del AEK Atenas, pero en el verano del mismo año regresó a Inglaterra y durante los dos años siguientes jugó en otros dos equipos ingleses, Sheffield United y Huddersfield Town.En la temporada 2000-01 puso fin a su carrera como jugador, nuevamente con la camiseta del AEK.

## Selección nacional
Donis hizo su debut con Grecia el 22 de diciembre de 1991, en un empate 1-1 contra Malta en un encuentro para la clasificación a la Eurocopa 1992.En total, disputó 24 partidos internacionales y anotó 5 goles.

## Carrera como entrenador

### Grecia
Donis inició su carrera como entrenador en el Ilisiakos en 2002, con sede en Zografou, y lo ayudó a obtener dos ascensos consecutivos del 4º al 2º nivel del fútbol griego. Posteriormente, se mudó al AE Larisa, donde después de una temporada logró llevar al equipo a la Superliga griega desde la segunda división y terminó en octavo lugar al año siguiente. En la temporada 2006-07, ganó la Copa de Grecia después de derrotar al Panathinaikos por 2-1 en la final.
El 25 de abril de 2008, presentó su renuncia en el Larisa para firmar el 14 de mayo como entrenador del AEK Atenas.El 17 de noviembre de 2008, debido a una serie de malas actuaciones y una temprana eliminación de la Copa de la UEFA, su contrato fue rescindido por decisión de la directiva del club.
En 2009 fue contratado por el Atromitos, con el que llegó a la final de la Copa de Grecia en las temporadas 2010-11 y 2011-12 donde cayeron ante el AEK Atenas y el Olympiacos respectivamente.El 31 de mayo de 2012, se convirtió en entrenador del PAOK con un contrato de dos años.El 28 de abril de 2013, tras la eliminación en semifinales de la Copa de Grecia ante el Asteras Tripoli, fue despedido por el presidente del club, Ivan Savvidis.

### Etapa en el extranjero
El 11 de octubre de 2013, asumió como entrenador del APOEL, equipo chipriota, en sustitución de Paulo Sérgio.En su primera temporada, obtuvo el doblete al conquistar la Liga de Chipre y la Copa local. Sin embargo, el 6 de enero de 2015 fue relevado de sus funciones después de una mala racha de actuaciones y resultados, que culminó con un empate 1-1 en casa contra el último clasificado, Ayia Napa.
El 25 de febrero de 2015, fue nombrado como técnico del Al-Hilal de Arabia Saudita, firmando un contrato hasta final de temporada.El 6 de junio, ganó la Copa del Rey de Campeones después de vencer al Al-Nassr en la tanda de penaltis.En mayo de 2016, la directiva saudí anunció la terminación de su contrato después del empate ante el Lokomotiv Tashkent en la Liga de Campeones de la AFC.
El 28 de julio de 2016, fue nombrado nuevo entrenador del Sharjah FC en los Emiratos Árabes Unidos, firmando un contrato hasta el verano de 2018.El 28 de julio de 2017, dejó su cargo en el fútbol emiratí para iniciar su segunda etapa en el APOEL.El 23 de marzo de 2018 fue despedido de su cargo tras la derrota por 4-2 ante el Apollon Limassol que hizo perder al equipo el primer puesto del campeonato.

### Vuelta a Grecia
El 3 de julio de 2018, fue nombrado entrenador del Panathinaikos y firmó un contrato por tres años.El 19 de julio de 2020, tras el final de los playoffs de la Superliga, abandonó el club de mutuo acuerdo como resultado de su extenuante relación con la directiva del club y su presidente Giannis Alafouzos.

### Retorno a Asia
El 12 de agosto de 2020, asumió como técnico del Maccabi Tel Aviv.A pesar de ganar la Supercopa de Israel y la Copa Toto, el 22 de diciembre de 2020 fue despedido de su cargo luego de que el equipo ocupase la quinta posición en el campeonato israelí.
En marzo de 2021, fue nombrado entrenador del Al-Wehda y permaneció allí hasta el final de la temporada.El 17 de enero de 2022, se hizo cargo del Al-Fateh saudí.Luego de finalizar en la sexta posición de la Liga Profesional, dejó su cargo en mayo de 2023.
El 11 de julio de 2023, inició su segunda etapa en el Al-Wehda.Luego de una temporada, fue anunciado como técnico del Al-Khaleej para la campaña 2024-25.

## Clubes

### Como jugador
| Club              | País       | Año       |
| ----------------- | ---------- | --------- |
| PAS Giannina      | Grecia     | 1990-1991 |
| Panathinaikos     | Grecia     | 1991-1996 |
| Blackburn Rovers  | Inglaterra | 1996-1997 |
| AEK Atenas        | Grecia     | 1998      |
| Sheffield United  | Inglaterra | 1999      |
| Huddersfield Town | Inglaterra | 1999-2000 |
| AEK Atenas        | Grecia     | 2000-2001 |

### Como entrenador
| Club             | País                   | Año           |
| ---------------- | ---------------------- | ------------- |
| Ilisiakos FC     | Grecia                 | 2003-2004     |
| AE Larisa        | Grecia                 | 2004-2008     |
| AEK Atenas       | Grecia                 | 2008          |
| Atromitos        | Grecia                 | 2009-2012     |
| PAOK Salónica    | Grecia                 | 2012-2013     |
| APOEL            | Chipre                 | 2013-2015     |
| Al-Hilal         | Arabia Saudita         | 2015-2016     |
| Sharjah FC       | Emiratos Árabes Unidos | 2016          |
| APOEL            | Chipre                 | 2017-2018     |
| Panathinaikos    | Grecia                 | 2018-2020     |
| Maccabi Tel Aviv | Israel                 | 2020          |
| Al-Wehda         | Arabia Saudita         | 2021          |
| Al-Fateh         | Arabia Saudita         | 2022-2023     |
| Al-Wehda         | Arabia Saudita         | 2023-2024     |
| Al-Khaleej       | Arabia Saudita         | 2024-presente |

## Palmarés

### Como jugador

#### Campeonatos nacionales
| Título              | Club          | País   | Año  |
| ------------------- | ------------- | ------ | ---- |
| Copa de Grecia      | Panathinaikos | Grecia | 1993 |
| Supercopa de Grecia | Panathinaikos | Grecia | 1993 |
| Copa de Grecia      | Panathinaikos | Grecia | 1994 |
| Supercopa de Grecia | Panathinaikos | Grecia | 1994 |
| Superliga de Grecia | Panathinaikos | Grecia | 1995 |
| Copa de Grecia      | Panathinaikos | Grecia | 1995 |
| Superliga de Grecia | Panathinaikos | Grecia | 1996 |

### Como entrenador

#### Campeonatos nacionales
| Título                               | Club             | País           | Año     |
| ------------------------------------ | ---------------- | -------------- | ------- |
| Beta Ethniki                         | AE Larisa        | Grecia         | 2004-05 |
| Copa de Grecia                       | AE Larisa        | Grecia         | 2006-07 |
| Primera División de Chipre           | APOEL            | Chipre         | 2013-14 |
| Copa de Chipre                       | APOEL            | Chipre         | 2013-14 |
| Copa del Rey de Campeones            | Al-Hilal         | Arabia Saudita | 2015    |
| Copa del Príncipe de la Corona Saudí | Al-Hilal         | Arabia Saudita | 2015-16 |
| Supercopa de Israel                  | Maccabi Tel Aviv | Israel         | 2020    |
| Copa Toto                            | Maccabi Tel Aviv | Israel         | 2019-20 |